# 南武城故城遗址
南武城故城遗址，位于山东省临沂市平邑县魏庄乡武城村，2006年12月7日公布为山东省文物保护单位，2013年3月5日公布为第七批全国重点文物保护单位。